# Challenger de Phoenix 2025
El torneo Arizona Tennis Classic 2025 fue un torneo de tenis perteneció al ATP Challenger Tour 2025 en la categoría Challenger 175. Se trató de la 5ª edición; el torneo tuvo lugar en la ciudad de Phoenix (Estados Unidos), desde el 11 hasta el 16 de marzo de 2025 sobre pista dura al aire libre.

## Jugadores participantes del cuadro de individuales
| Preclasificado | País                 | Jugador            | Rank1 | Posición en el torneo |
| 1              | Bandera de Portugal  | Nuno Borges        | 36    | Semifinales           |
| 2              | Bandera de Italia    | Flavio Cobolli     | 40    | Cuartos de final      |
| 3              | Bandera de España    | Pedro Martínez     | 41    | Segunda ronda         |
| 4              | Bandera de Alemania  | Jan-Lennard Struff | 46    | Segunda ronda         |
| 5              | Bandera de Australia | Aleksandar Vukic   | 64    | Primera ronda         |
| 6              | Bandera de Italia    | Luca Nardi         | 67    | Primera ronda         |
| 7              | Bandera vacío        | Roman Safiullin    | 69    | Segunda ronda         |
| 8              | Bandera de Francia   | Arthur Rinderknech | 73    | Primera ronda         |

- 1 Se ha tomado en cuenta el ranking del 3 de marzo de 2025.

### Otros participantes
Los siguientes jugadores recibieron una invitación (wild card), por lo tanto ingresan directamente al cuadro principal (WC):
- Brandon Holt
- Colton Smith
- Eliot Spizzirri

Los siguientes jugadores ingresan al cuadro principal tras disputar el cuadro clasificatorio (Q):
- Nikoloz Basilashvili
- Mikhail Kukushkin
- Li Tu
- Yasutaka Uchiyama

## Campeones

### Individual Masculino
- João Fonseca derrotó en la final a  Alexander Bublik por 7–6(5), 7–6(0)

### Dobles Masculino
- Marcel Granollers /  Horacio Zeballos derrotaron en la final a  Austin Krajicek /  Rajeev Ram por 6–3, 7–6(2)